# Creacionismo evolutivo
El creacionismo evolutivo es una forma de creacionismo proevolución, que cree en la existencia de un creador y un propósito y, al igual que la postura de la evolución teísta, postula una creación en la que Dios crea a través del proceso de evolución, pero difiriendo en la teología de ambas, aunque no en la aceptación de las teorías científicas que apoyan, al no rechazarlas.

## Descripción
El creacionismo evolucionista postula que Dios no dirige en el vacío, pero aquella naturaleza donde existe no tiene una existencia independiente de su voluntad. Permite las interpretaciones consistente con un Génesis sobrenatural más literal y el objetivo de la ciencia, adecuándola de acuerdo a lo descrito en las teorías científicas, sin llegar a rechazar estas teorías, permitiendo así la creencia, por ejemplo, de que los eventos de creación ocurrieron, pero no en un rango de tiempo y de orden tal como nosotros lo conocemos según las creencias religiosas, o que Adán no fue el primer humano biológico, pero sí el primer ser espiritualmente consciente.
Entre las mayores diferencias que podemos encontrar entre diferentes posturas de creacionismo evolutivo, se encuentra si la evolución solo fue «creada» por Dios a través de las leyes de la naturaleza de forma que trabaje de manera independiente, o si él interviene indirectamente en su desarrollo, pero sin ir en contra directamente del proceso evolutivo explicado por la ciencia.